# Tuberculobasis
Tuberculobasis is een geslacht van libellen (Odonata) uit de familie van de waterjuffers (Coenagrionidae).

## Soorten
Tuberculobasis omvat 12 soorten:
- Tuberculobasis arara Machado, 2009
- Tuberculobasis cardinalis (Fraser, 1946)
- Tuberculobasis costalimai (Santos, 1957)
- Tuberculobasis geijskesi Machado, 2009
- Tuberculobasis guarani Machado, 2009
- Tuberculobasis inversa (Selys, 1876)
- Tuberculobasis karitiana Machado, 2009
- Tuberculobasis macuxi Machado, 2009
- Tuberculobasis mammilaris (Calvert, 1909)
- Tuberculobasis tirio Machado, 2009
- Tuberculobasis williamsoni Machado, 2009
- Tuberculobasis yanomami (De Marmels, 1992)